# Microhadrosaurus
Microhadrosaurus là một chi khủng long, được Dong mô tả khoa học năm 1979.